# Dasypeltis palmarum
Espèce
Synonymes
- Coluber palmarum Leach, 1818

Dasypeltis palmarum est une espèce de serpents de la famille des Colubridae.

## Répartition
Cette espèce se rencontre dans le nord-ouest de l'Angola, dans l'Ouesr du Congo-Kinshasa et dans le sud du Congo-Brazzaville.

## Taxinomie
Dasypeltis palmarum Gray, 1858 nec est Leach, 1818 est un synonyme de Dasypeltis fasciata Smith, 1849 et Dasypeltis palmarum Peter, 1878 nec est Leach, 1818 est un synonyme de Dasypeltis medici (Bianconi, 1859).

## Publication originale
- Leach, 1818 in Tuckey, 1818 : Narrative of an Expedition to explore the River Zaire usually called the Congo in South Africa, p. 409 (texte intégral)